# Earthian
Earthian (アーシアン Āshian?) es una serie de manga de género shōnen-ai escrita e ilustrada por Yun Kōga. Fue publicada en la revista Wings de la editorial Shinshokan entre 1988 y 1994, finalizando con un total de cinco volúmenes. En 1989, Earthian fue adaptada a un OVA de cuatro episodios coproducidos por J.C.Staff y Youmex.

## Argumento
La historia narra la intervención de un grupo de ángeles en la Tierra y su convivencia con los humanos; se centra principalmente en una pareja, Chihaya y Kagetsuya. Al transcurrir la serie, la relación de Chihaya con Kagetsuya pasa de ser de una pareja de amigos en una misión de trabajo a la de una relación estable de «novios», esto pasa porque después de que muchos ángeles determinan que los humanos son una raza negativa y la intentan destruir, pero con la intervención de Chihaya es salvada, igual que a la humanidad.

## Personajes
Kagetsuya (影艶?)
Voz por: Kazuhiko Inoue
Kagetsuya es un ángel de cabellos dorados y alas blancas, alto y de ojos azules. Es serio, responsable, fuerte y todo un hombre de acción. Es el compañero y pareja de Chihaya.
Chihaya (ちはや?)
Voz por: Nozomu Sasaki
Chihaya es un ángel de cabellos y alas negras, las cuales son un misterio. Es pequeño y muy delicado, pero de un gran corazón, acepta a todas las criaturas y le tiene mucho aprecio a los humanos, porque piensa que todos tienen una segunda oportunidad y no se pueden clasificar como una raza negativa solo por unos cuántos.
Taki (多紀?)
Voz por: Shō Hayami
Taki es un bio-androide creado por el científico de la historia. Aparece en el primer OVA. Si se alteran sus emociones, puede volverse una bomba radioactiva. En una de esas ocasiones, muere y fue el primero que vio las alas negras de Chihaya en el mundo humano.
Miyagi (宮城?)
Voz por: Hirotaka Suzuoki
Miyagi es el compañero de Aya, el cual soporta cuando ella está cerca Kagetsuya. Aparece en el tercer OVA.
Aya (あや?)
Voz por: Saeko Shimazu
Aya es la única ángel mujer de la historia, y es compañera de Miyagi. Siente que Chihaya es una mala influencia para Kagetsuya y un competidor por el amor de este. Constantemente lo lastima, criticándole sus alas y mencionándole recuerdos dolorosos de otros ángeles que murieron después de que sus alas se volvieron negras. Es fastidiosa, orgullosa y engreída, se la pasa todo el tiempo persiguiendo a Kagetsuya.
Sapphire (サファイア サファイア?)
Voz por: Shigeru Nakahara
Sapphire es un ángel retirado que vive en la tierra como músico. Está enfermo de cáncer y por eso sus alas son negras. Aparece en el segundo OVA. Vive con su novia Blair, que sufre mucho por él pero lo acompaña hasta en el último momento y muere él. 

## Media

### Manga
Earthian inició como una serie shōnen-ai escrita por Yun Kōga, y serializada en la revista Wings, de la editorial Shinshokan. Su publicación original fue del 5 de abril de 1988 al 15 de julio de 1994, constando de 5 tankōbon. El manga también está salió en los Estados Unidos, por la editorial Blu.

#### Lista de volúmenes
| Volumen | Fecha de publicación     | ISBN               |
| ------- | ------------------------ | ------------------ |
| 1       | 5 de abril de 1988       | ISBN 4-403-61154-0 |
| 2       | 20 de marzo de 1889      | ISBN 4-403-61187-7 |
| 3       | 5 de abril de 1990       | ISBN 4-403-61223-7 |
| 4       | 10 de septiembre de 1992 | ISBN 4-403-61286-5 |
| 5       | 15 de julio de 1994      | ISBN 4-403-61352-7 |

### OVAs
Earthian fue adaptada a cuatro OVA por los estudios J.C.Staff y Youmex. Consta de cuatro episodios y fueron distribuidos desde el 26 de julio de 1989 al 21 de diciembre de 1996. Los episodios fueron licenciados en Estados Unidos por Media Blasters.